# Frata
Frata là một xã thuộc hạt Cluj, România. Dân số thời điểm năm 2002 là 4386 người.